# بات هير
بات هير (بالإنجليزية: Pat Hare)‏ هو مغني وعازف قيثارة وموسيقي أمريكي، ولد في 20 ديسمبر 1930، وتوفي في 26 سبتمبر 1980 بسبب سرطان الرئة.

## وصلات خارجية
- بات هير على موقع ميوزك برينز (الإنجليزية)
- بات هير على موقع ديسكوغز (الإنجليزية)